# Oakes Ames
Oakes Ames (Easton, 26 settembre 1874 – Ormond Beach, 28 aprile 1950) è stato un botanico statunitense.
Era il figlio minore del 35º Governatore del Massachusetts, Oliver Ames, e di Anna C. Ames, di North Easton nel Massachusetts. Era anche nipote dell'omonimo industriale ed uomo politico. Fu uno specialista delle orchidee.

## Biografia
Oakes studiò all'Università di Harvard, ove ottenne il baccalaureato nel 1898 in biologia e nel 1899 il titolo di Master in biologia. Durante il periodo degli studi conobbe Butler Ames of Lowell, con il quale non era imparentato e del quale sposò la sorella Blanche nel 1900.
Nel medesimo anno s'impiegò come istruttore di botanica. Dal 1909 al 1922 fu direttore del Giardino Botanico, ma ebbe numerosi altri incarichi. Dal 1923 al 1927 fu "curatore" del Museo Botanico di Harward, supervisore dal 1927 al 1937, direttore dal 1937 al 1945 e vicedirettore dal 1945 al 1950. Fu anche Presidente della Divisione di Biologia dal 1926 al 1935 e Presidente del Consiglio della Raccolta Botanica, supervisore del Laboratorio Biologico dei Giardini Atkins a Cuba e dell'Arnold-Arboretum(1927–1935).
Nella sua attività d'insegnante fu Istruttore di Botanica dal 1900 al 1910, professore associato di Botanica dal 1915 al 1926, professore di botanica dal 1926 al 1932 e Arnold Professor di botanica dal 1932 al 1935. Dal 1935 fino al 1941 fu professore di ricerca botanica.
Egli costruì l'Ames Botanical Laboratory, che divenneu n centro universalmente riconosciuto per le ricerche sulle orchidee.
La moglie Blanche si fece istruire da lui nel campo delle orchidee e lavorò con lui tutta la vita. Ella fu autrice delle illustrazioni dell'opera in sette volumi di Oakes Ames Orchidaceae: illustrations and studies of the family Orchidaceae (comparsa fra il 1905 e il 1922).
Oakes Ames s'interessò anche alla botanica delle piante alimentari.

## Partecipazioni
Ames era membro di numerose società scientifiche e botaniche:
- American Academy of Arts and Sciences
- American Orchid Society
- American Society of Naturalists
- Association Internationale des Botanistes
- Biological Society of Washington
- Boston Society of Natural History
- Botanical Society of America
- Canal Zone Orchid Society
- Linnean Society of London
- National Institute of Social Science
- New England Botanical Club
- New York Academy of Sciences
- Orchid Circle of Ceylon
- Sigma Xi
- Torrey Botanical Club
- Washington Academy of Science

## Riconoscimenti
L'erbario dell'Università di Harvard, Ames Herbarium, è dedicato al suo nome.
Il genere di piante Amesiodendron Hu della famiglia delle Sapindaceae, prende il nome da lui.

## Opere
- Orchidaceae: illustrations and studies of the family Orchidaceae, issuing from the Ames Botanical Laboratory, North Easton, Massachusetts. fasc. 1-7. Boston 1905 - 1922 doi:10.5962/bhl.title.15433
- Notes on Philippine orchids with descriptions of new species. Manila 1909 - 1920 doi:10.5962/bhl.title.15399
- Catalogue of the library of the Arnold Arboretum of Harvard University. Cosmos Press, Cambridge 1914 - 1933 doi:10.5962/bhl.title.13657
- Insieme a Donovan Stewart Correll: Orchids of Guatemala. Chicago Natural History Museum 1952 - 1953 doi:10.5962/bhl.title.2380
- Insieme a Donovan Stewart Correll: Supplement to Orchids of Guatemala, and British Honduras . Chicago Natural History Museum 1965 doi:10.5962/bhl.title.4816